# Nothing Lasts Forever
Albums de Coldrain
Through Clarity
(2012)
Nothing Lasts Forever est le premier EP du groupe de rock japonais Coldrain. Le morceau "Die Tomorrow" a été utilisé comme le générique du jeu vidéo Pro Evolution Soccer 2011. Le morceau "We're Not Alone" a été utilisé comme le générique de la série anime Rainbow: Nisha Rokubō no Shichinin.

## Liste des titres
| No | Titre           | Paroles       | Musique        | Durée |
| -- | --------------- | ------------- | -------------- | ----- |
| 1. | Die tomorrow    | Masato        | Masato & Y.K.C | 3:06  |
| 2. | We're not alone | Masato        | Masato & Y.K.C | 3:58  |
| 3. | Stuck           | Stacie Orrico | Stacie Orrico  | 3:28  |
| 4. | After dark      | Masato        | Masato & Y.K.C | 3:37  |
| 5. | The youth       | Masato        | Masato & Y.K.C | 3:28  |
| 6. | Miss you        | Masato        | Masato, Sugi   | 3:58  |